# Rudolf Robert Wolf

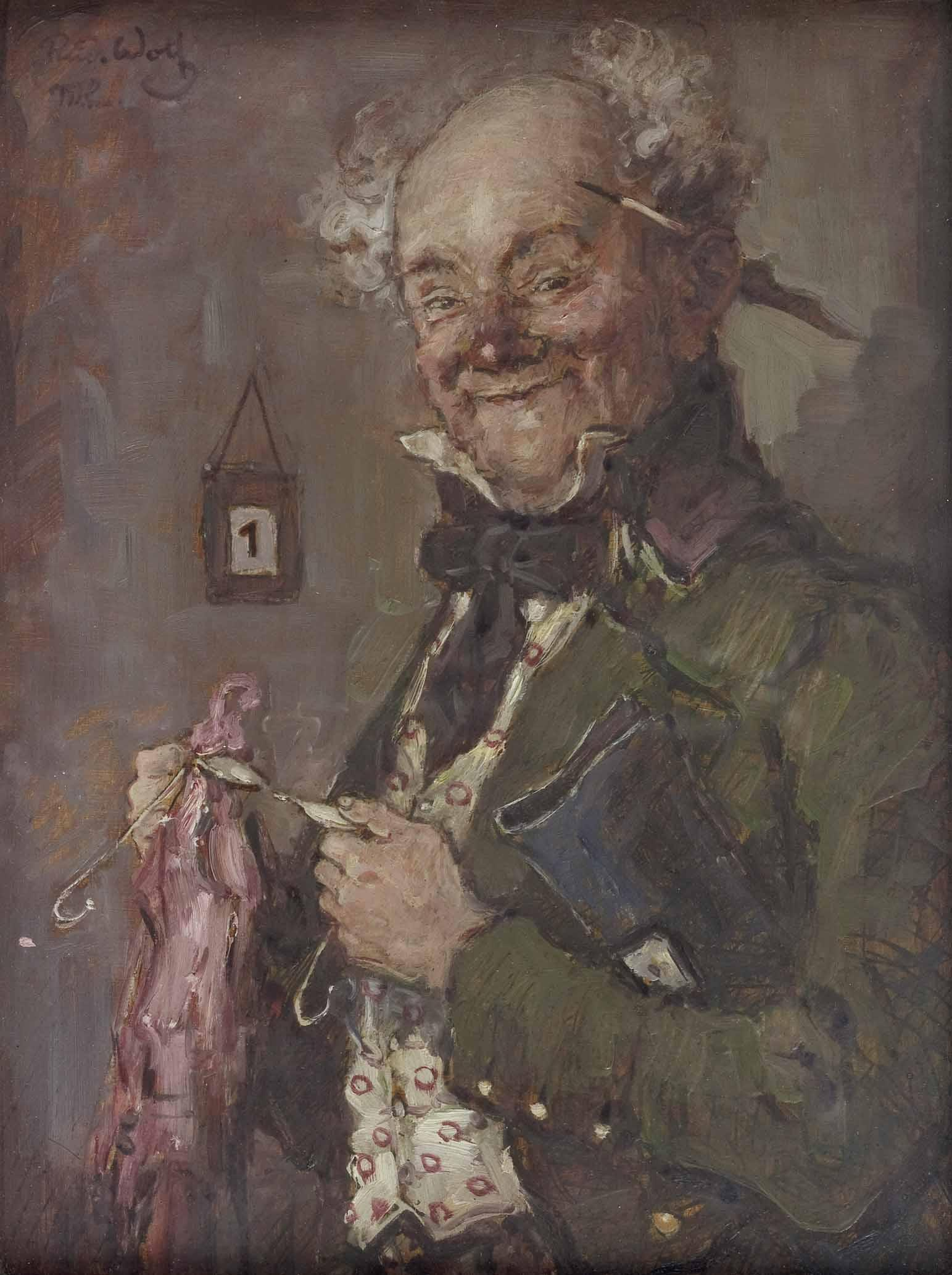
Der Aktuar (Rudolf Wolf)

Rudolf Robert Wolf (Leipzig, 7 februari 1877 – München, 1940) was een Duits kunstschilder.
Wolf was leerling aan de Academie van Dresden bij Victor Paul Mohn en de Academie van München bij Wilhelm von Diez. Hij was actief in Dresden en München en zijn werk werd tentoongesteld in het Glaspaleis.
- Gemeinsame Normdatei: 1043111239
- International Standard Name Identifier: 0000 0000 5721 9944
- RKD-Nederlands Instituut voor Kunstgeschiedenis: 85363
- Virtual International Authority File: 83969494